# Modelul Mauser 1903
Modelul Mauser 1903 (cunoscut și sub numele de Mauserul otoman sau turc) a fost o Pușcă cu repetiție de tip Gewehr 98 proiectată pentru Armata otomană. Au fost produse de Mauser în Imperiul German.

## Concept

### Modelul Mauser 1903
Mauser 1903 este o versiune modificată de Gewehr 98 Lange Visier care a înlocuit ținta de fier, șapcăria de nas a fost simplificată, pușca putea fi echipată cu baionete otomane mai vechi ca M1890. Arma avea brațul încurcat pe stopul de șurub pentru a bloca clipul de cartuș când cartușele sunt dezbracate în revista. De asemenea, avea un receptor mai mare și o camă de coc și o pină de foc mai lungă decât varianta germană.

### Carbina model 1905
Carbina Model 1905 a fost o versiune scurtată a modelului standard 1903, proiectată pentru unitățile de cavalerie și artilerie.

### Modelul Mauser 1903/38
Modelul Mauser 1903/38 a fost o versiune a Modelului 1903, aceasta diferă de Modelul 1903 deoarece a fost modificată pentru a putea folosi muniția 7.92mm înloc de 7.65mm.

## Uz
După adoptarea armei lungi, 200.000 de arme au fost primite înainte de 1905. 406 de marine-gewehre au fost livrate Marinei Otomane în 1904, 7.617 pentru Gandarmeria Otomană. Mai mult de 1.100 de arme au fost modificate pentru a trage gloanțe spitzer cunoscute și sub denumirea de M1910, deoarece au fost comandate în 1910. De asemenea, Vama otomană a primit câteva arme. Carbina Model 1905 a fost produsă între anii 1903 și 1906. 30.000 de carbine M1908 au fost livrate în 1908 și 1909.
Modelul 1903 a văzut uz în timpul Războiului Italo-Turc, Războaiele Balcanice, Primul Război Mondial și Răzbоiul de Independență a Turciei. După Primul Război Mondial, majoritatea Modelelor 1903 au fost transformate în Modelul Mauser 1903/38 sau cunoscut ca și Modelul Mauser 1938.

## Utilizatorii

### Fosti utilizatori
- Imperiul Otoman
- Câteva Modele 1903 și 1905 erau încă în serviciu până în anii 1960 în  Turcia

## Vezi deasemenea
- Mauser turc

Format:Mauser Firearms